# Oratoire (édifice religieux)
Pour les articles homonymes, voir oratoire.

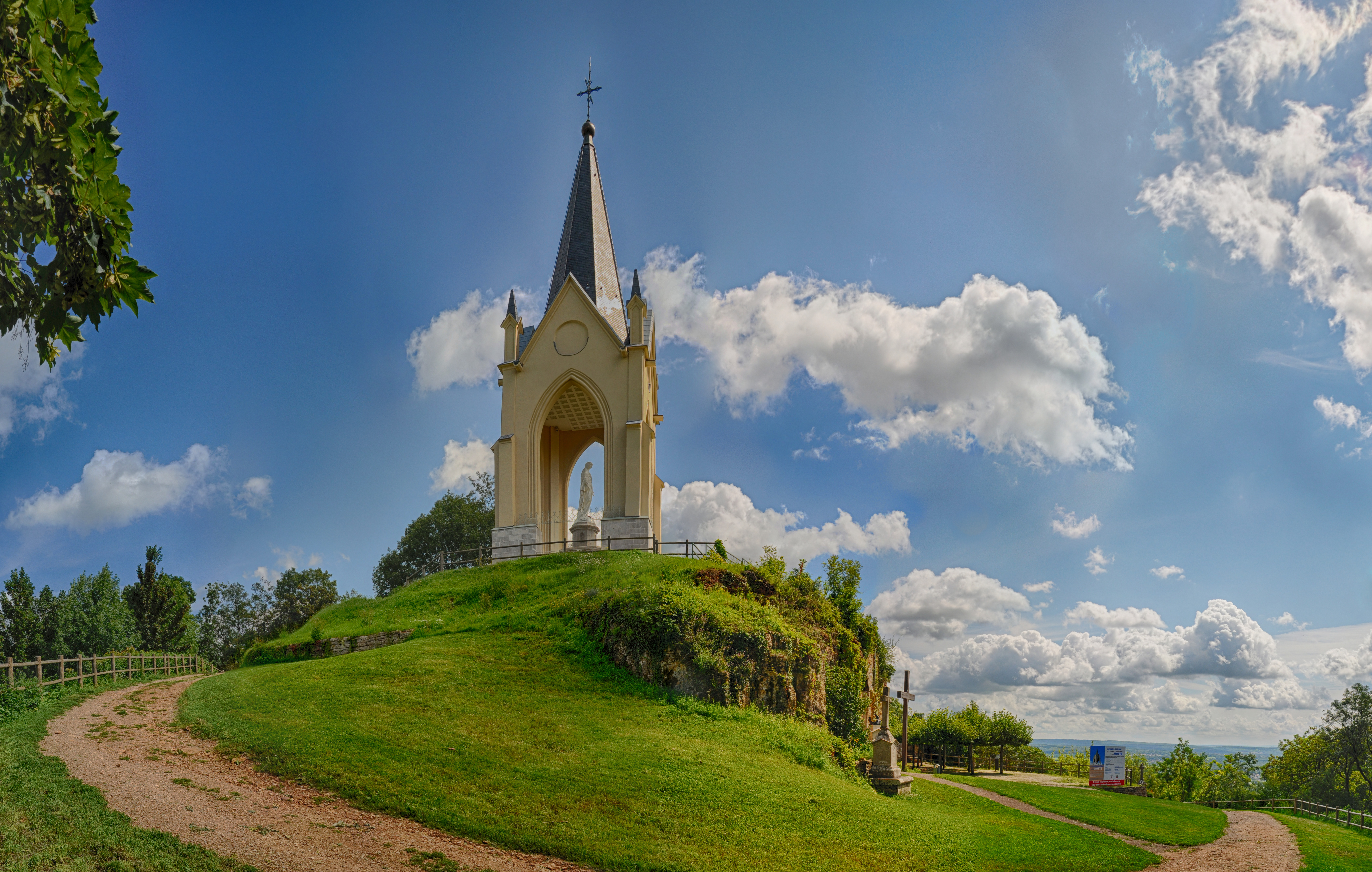
Notre-Dame-de-la-Motte de Vesoul, oratoire situé au sommet de la colline de la Motte.

Un oratoire est un lieu consacré à la prière ou petit édifice appelant à la prière, pour invoquer la protection divine. Plus précisément, ce terme désigne dans un large bâtiment, une pièce particulière consacrée à la prière personnelle ou, comme édifice indépendant, un petit monument voué au culte d'un saint ou d'une sainte représenté par une statuette ou parfois tout simplement par une simple plaque à son image ou une croix.

## Description

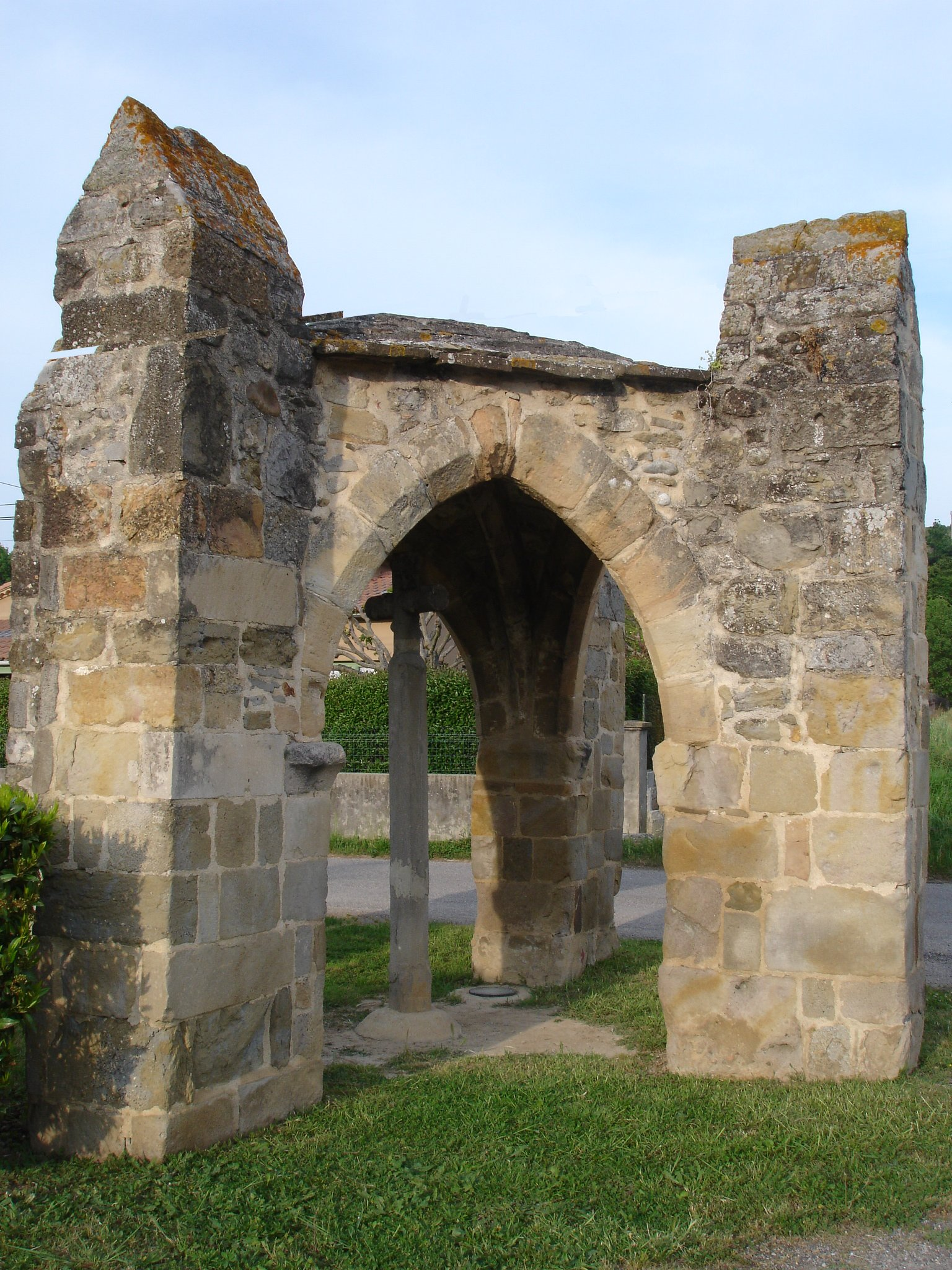
Oratoire de Pieusse dans l'Aude.

L’oratoire peut succéder à d’anciens lieux de culte christianisés. Mais si certaines images sont des témoignages de christianisation de symboles païens (tels que menhirs, roches, arbres ou sources), toutes n’ont pas cette origine. Elles peuvent aussi marquer le souvenir de lieux miraculeux ou d’apparitions, être érigées en ex-voto ou en souvenir (y compris celui d’un accident). Elles peuvent aussi rappeler des lieux désertés, ou bien être une étape sur un pèlerinage ou un itinéraire de procession. L’origine et la fonction de l’oratoire peuvent donc être très diverses, mais il a un lien profond avec les croyances populaires et le désir profond de relation avec Dieu.
L'édifice peut être façonné dans un monolithe, ou de briques, ou de pierres du pays, suivant les régions de France. En Provence, région particulièrement dotée d'oratoires, c'est à Moustiers-Sainte-Marie que se trouve le plus ancien datant probablement du XIVe siècle.
L'oratoire a un caractère rural puisqu'il permettait aux paysans vivant dans un univers parfois décentré de venir se recueillir pieusement auprès d'un saint patron et de s'adonner à une prière sans pour autant se rendre à l'église. Néanmoins l'oratoire constitue davantage qu'un lieu de culte ; c'est aussi un lieu de remerciement et d'offrande avec l'espoir en retour de la protection du saint auquel il est dévoué.
L'oratoire peut aussi désigner une chapelle privée adjointe à une grande maison (palais, château ou hôtel) ou une chapelle publique élevée sur le bord d’une route pour conserver un souvenir religieux ou prier ses morts qu’on enterrait alors souvent au voisinage des carrefours.
Il subsiste plus de douze mille oratoires inventoriés sur le territoire français. Certains sont devenus des points d'intérêt touristique ou le but de parcours de randonnées, comme au Beausset, autre village provençal, qui revendique être la capitale des oratoires ; cette commune en possède à elle seule une soixantaine environ. Il existe d'ailleurs dans cette commune un chemin pédestre baptisé le chemin des oratoires, jalonné de 13 édifices. N’ayant pas de valeur foncière, ils ne sont généralement pas recensés mais présents sur le terrain. Leur situation d’avenir reste parfois douteuse, surtout en milieu urbain. Certains sont démolis, pillés, vandalisés mais aussi détruits pour être réemployés ailleurs sous d’autres formes. Leur entretien est essentiellement assuré par les associations de bénévoles et les communes. Ces associations restaurent chaque année environ une dizaine d'oratoires et en construisent de nouveaux.

## Exemples d'oratoires

### Canada
- Oratoire Saint-Joseph du Mont Royal, au Quebec.

### France

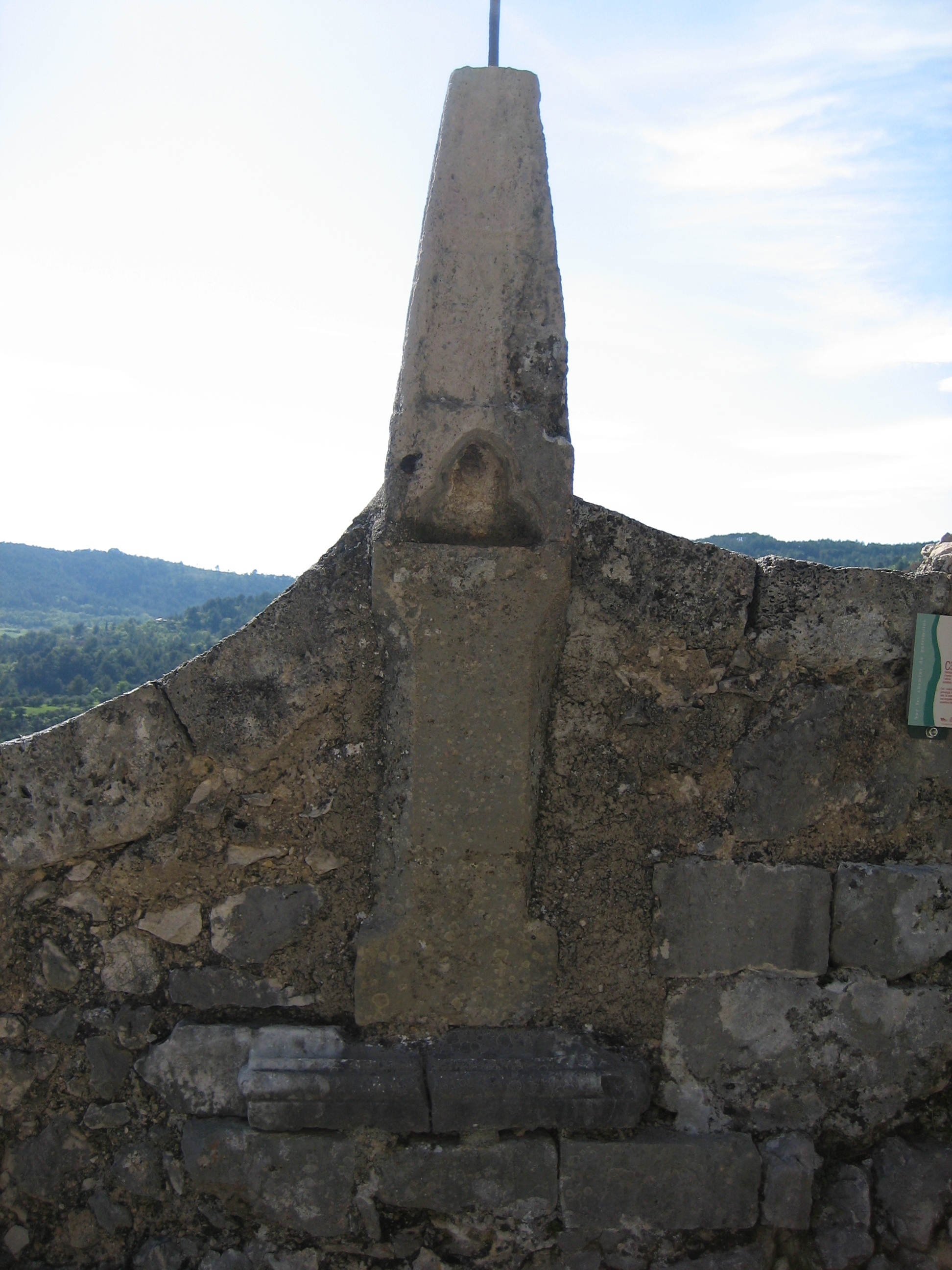
Oratoire de Moustiers, Alpes-de-Haute-Provence.

#### Inventaire
Des associations locales ou nationales recensent les oratoires et le petit patrimoine religieux vernaculaire de chaque département ainsi que des zones limitrophes de  la France. Cet inventaire est accessible en ligne.

#### Liste
- Le Beausset[7] ;
- Annot dans les Alpes-de-Haute-Provence[8] ;
- Saint Paulet de caissondans le Gard[9] ;
- Pernes-les-Fontaines dans le Vaucluse[10] ;
- Oratoire de Nièvre, à Vaux-en-Bugey, dans l'Ain ;
- Nice dans les Alpes-Maritimes[11] ;
- Huisseau-sur-Mauves dans le Loiret[12] ;
- Bellevaux, Haute-Savoie[13] ;
- Vierge Marie  Saint-Pol-de-Léon dans le Finistère[14] ;
- Du Bon Dieu à Neufmaisons en Meurthe-et-Moselle[15] ;
- Massif de la Chartreuse (les oratoires marquaient les limites des possessions du monastère de la Grande Chartreuse) :
  - oratoire d'Orgeval
  - oratoire de la Charmette (etc.)
- Morzine[16] ;
- Varages dans le Var[17].
- Oratoire de la Madone des motards situé à Porcaro dans le Morbihan, construit en 1988, et agrandi en 2012. Ouvert toute l'année, accueil à l’occasion du pardon le 15 août plusieurs milliers de motard tous les ans.
- Petit oratoire près du lac de Bonlieu (Jura) dédié à Notre-Dame de Bonlieu.
- Chemin de Croix-d'Orcival (Puy-de-Dôme), itinéraire pédestre tout proche de la basilique Notre-Dame d'Orcival dominant la vallée du Sioulot.

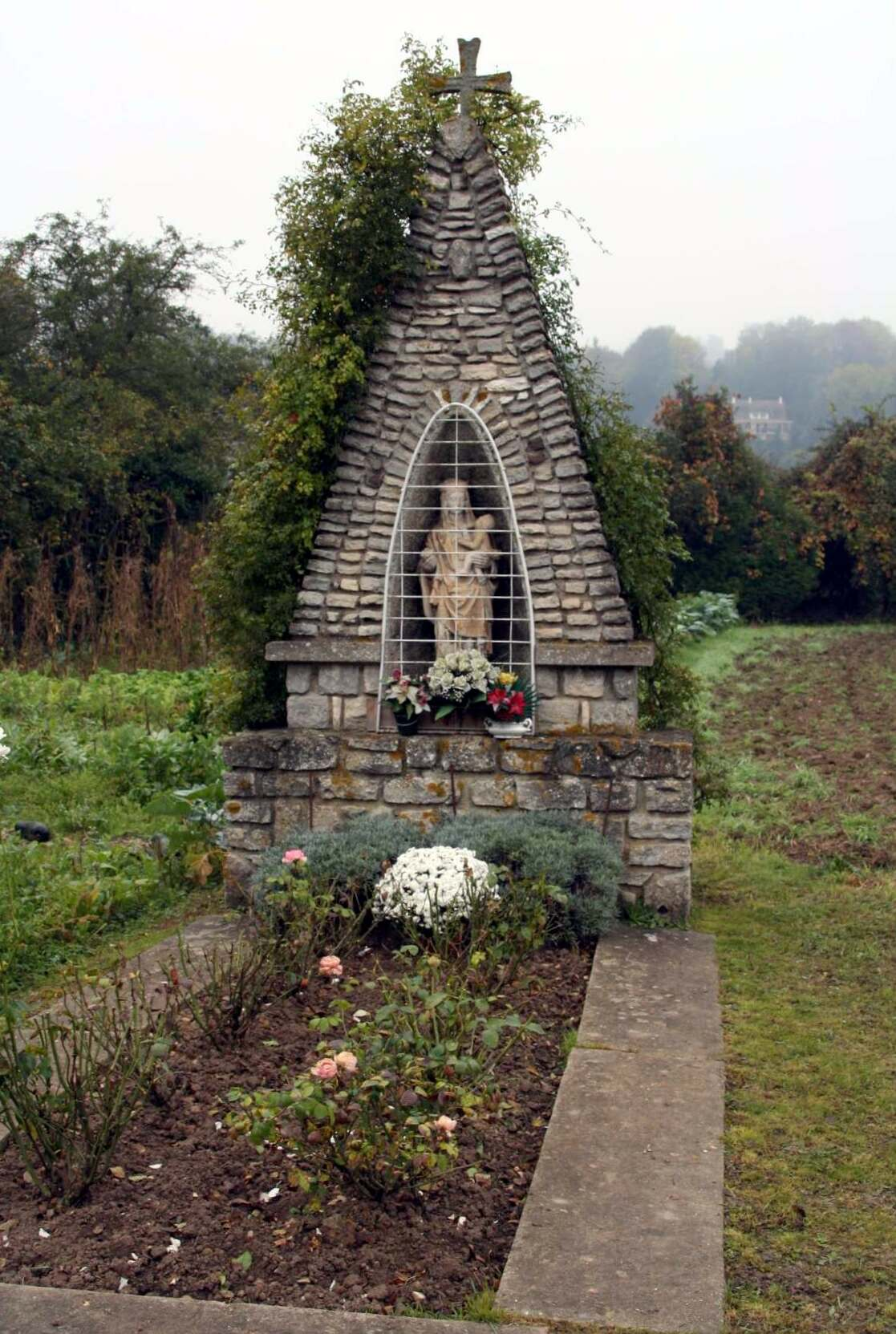
Oratoire de Nézel dans les Yvelines.
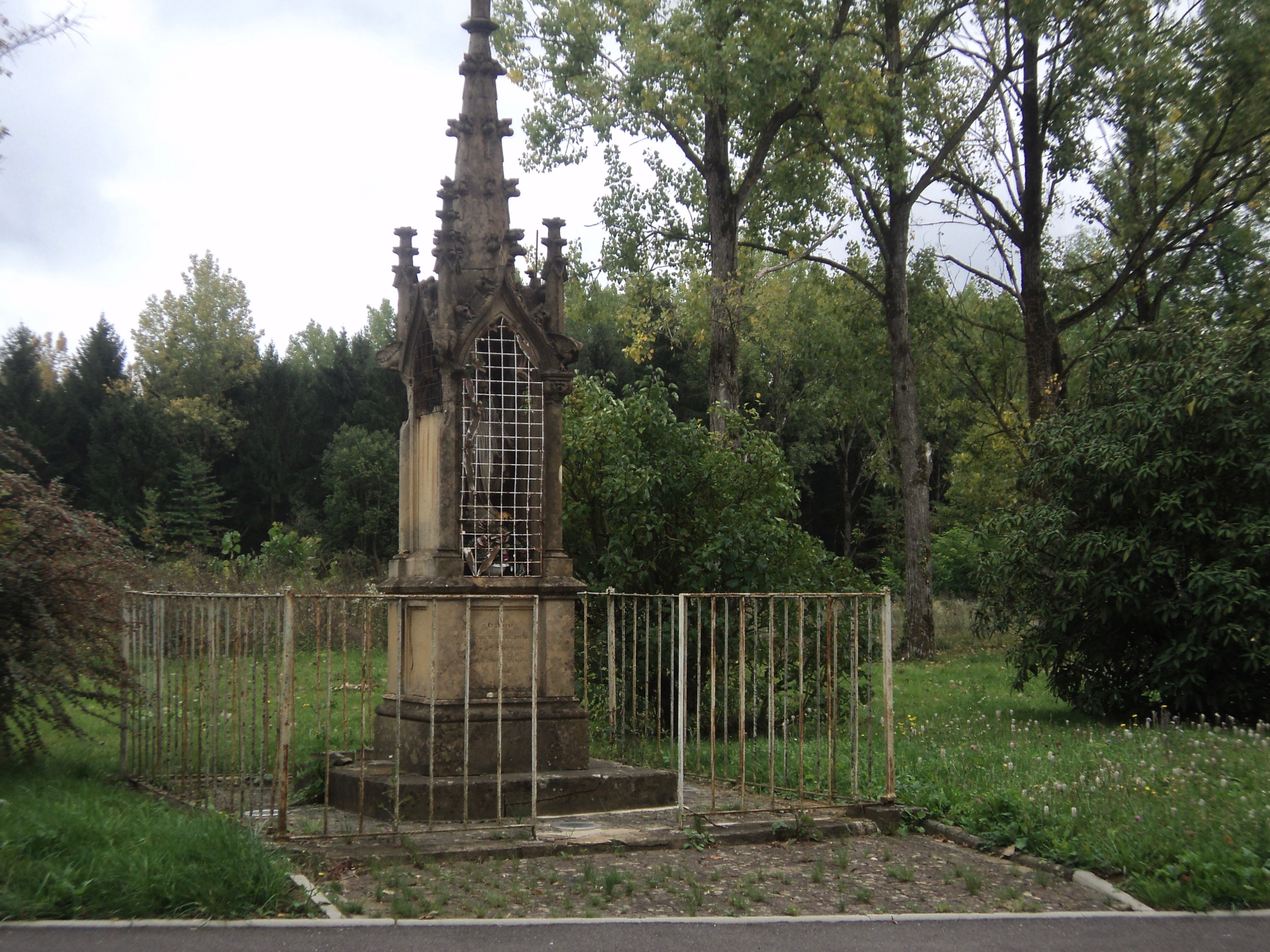
Oratoire de la Vierge Marie, à Tucquegnieux (54), près de l'ancien emplacement de la mine de fer de la commune.
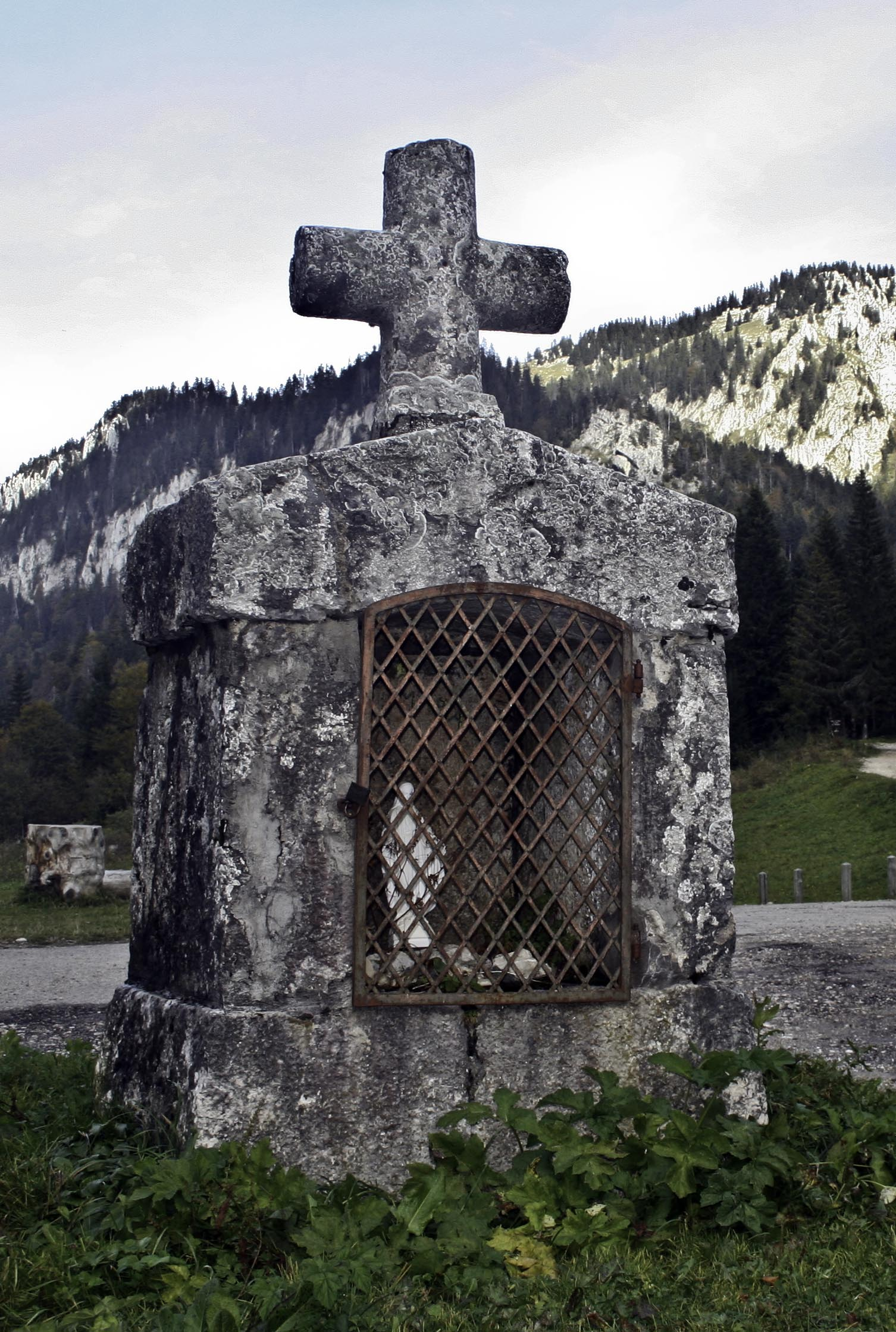
Oratoire Saint-Bruno, col de la Charmette (Isère).
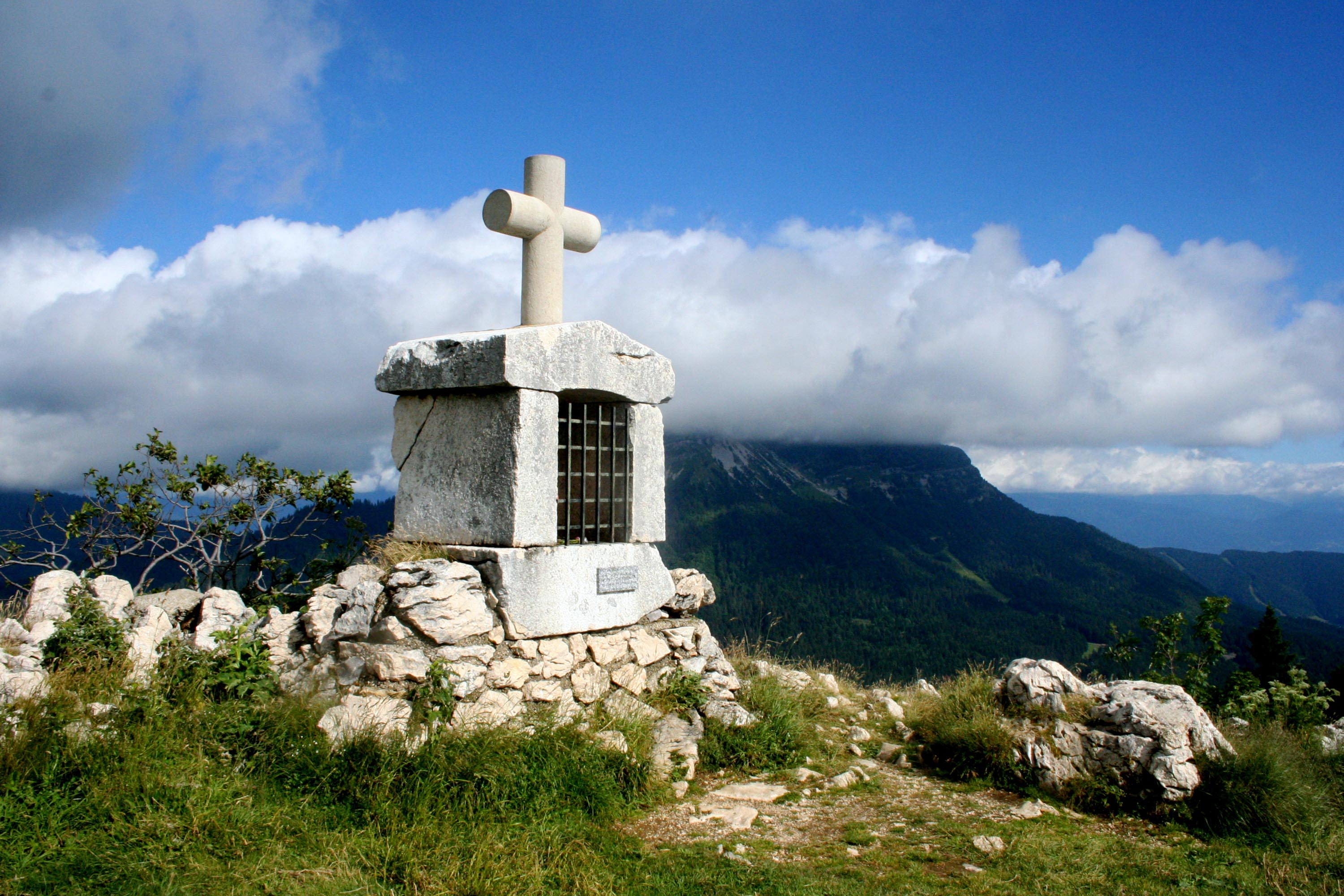
Oratoire d'Orgeval (Isère).
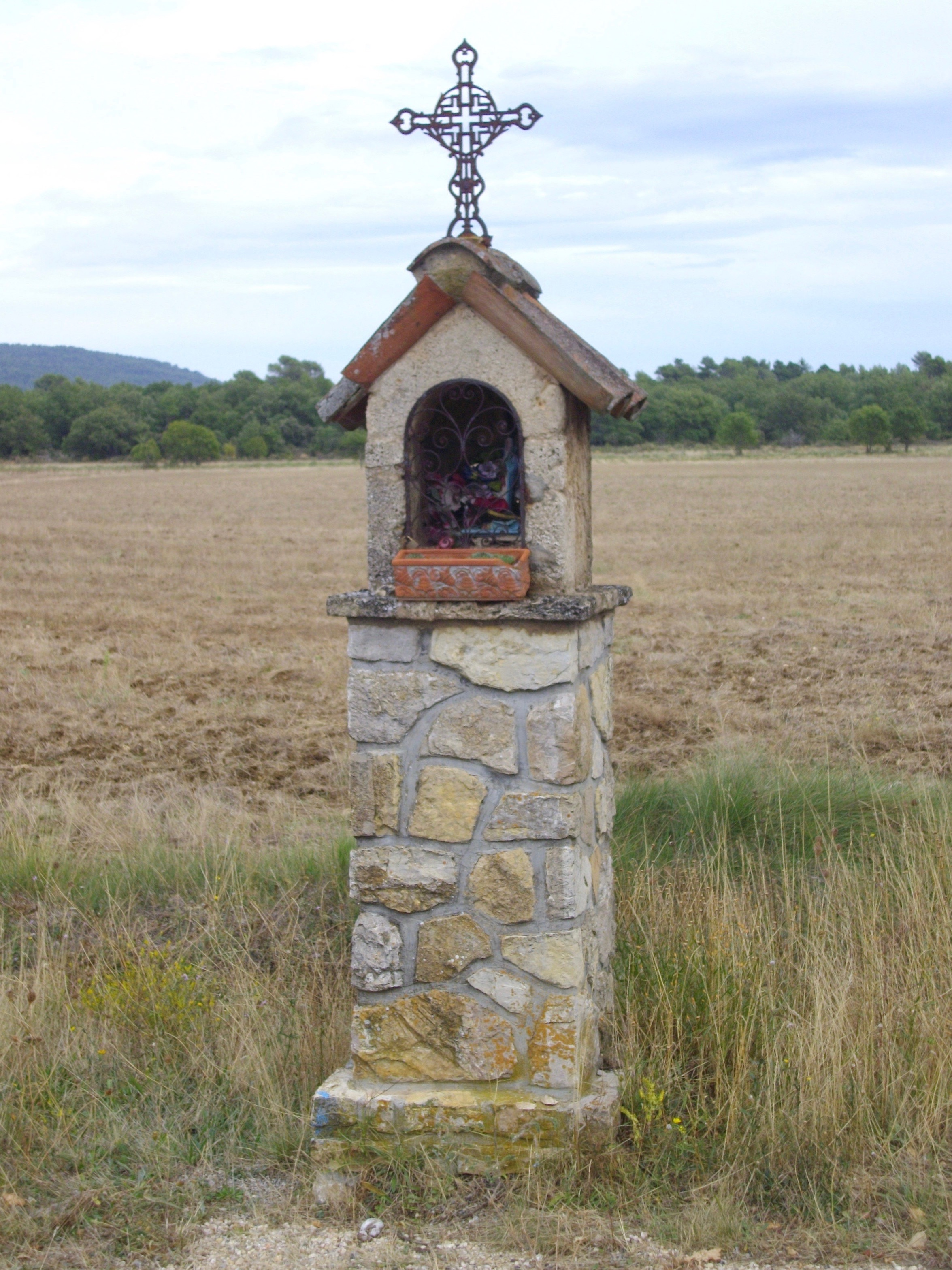
Ampus (Var). Oratoire vers la chapelle Notre-Dame de Spéluque, dite N.-D. du Plan.
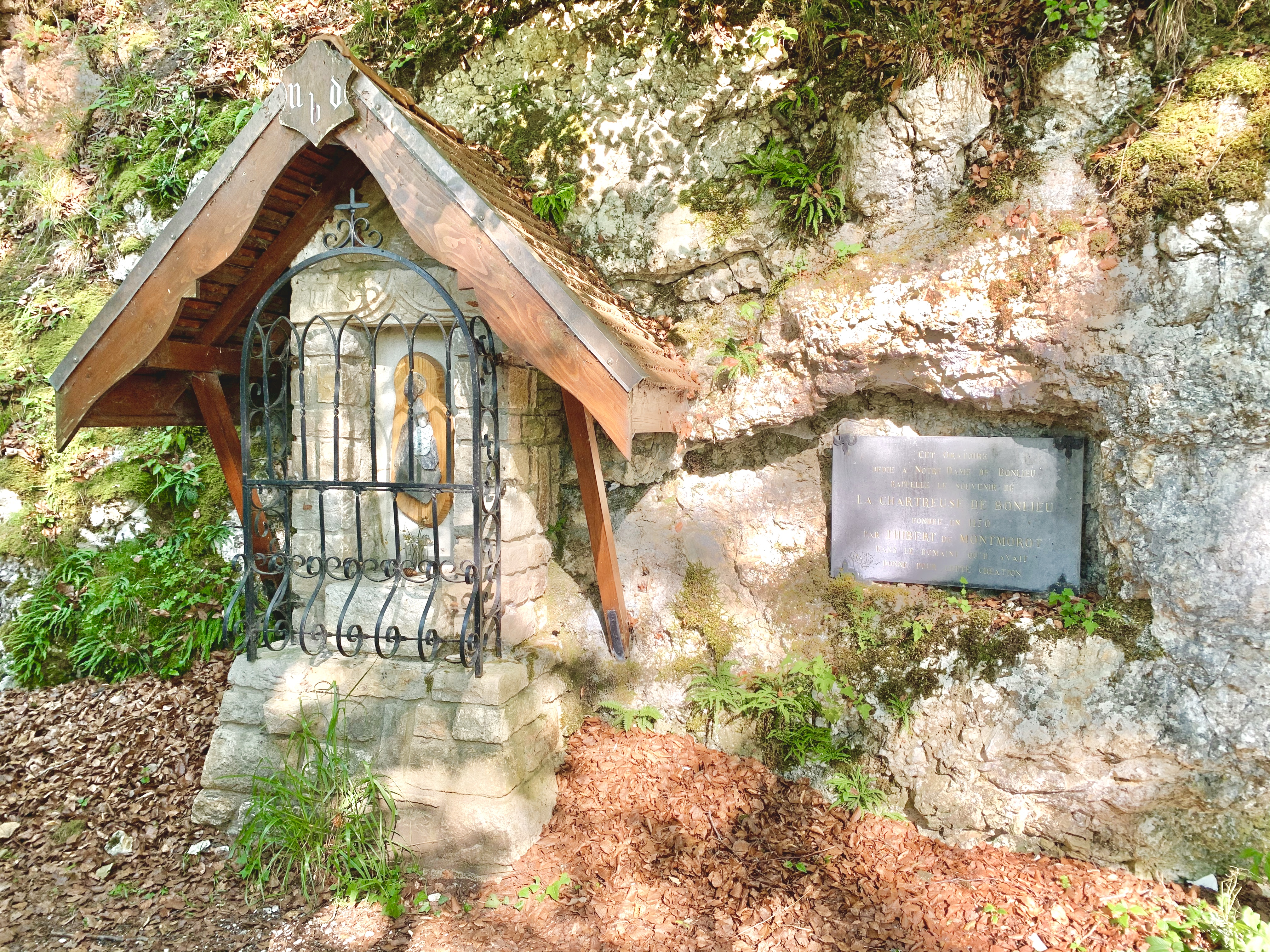
Petit oratoire près du lac de Bonlieu (Jura) dédié à Notre-Dame de Bonlieu.
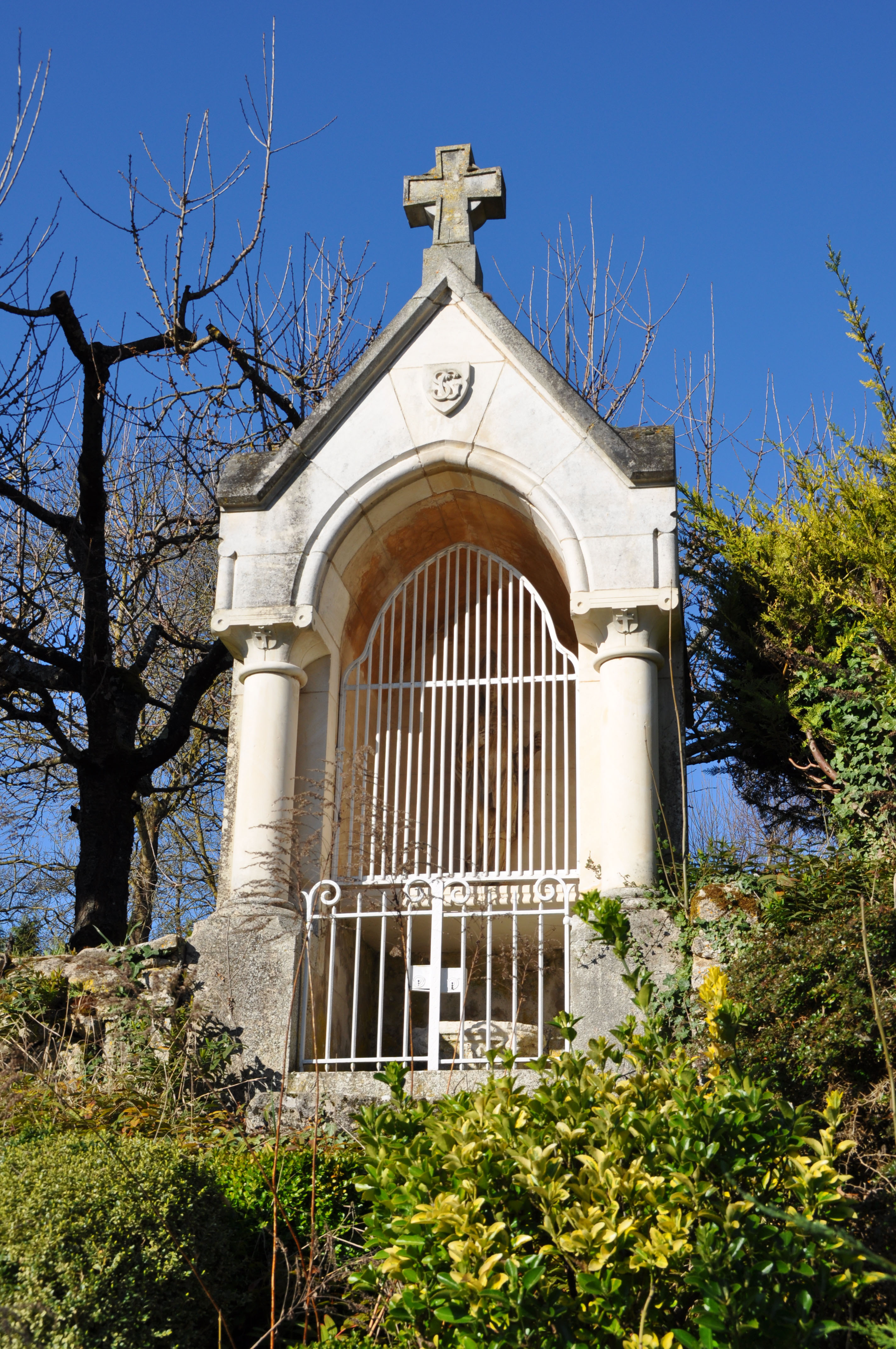
Oratoire Saint Guillaume dans le Loiret, construit en 1897.

### Irlande
- Oratoire de Gallarus

### Sources et bibliographie
- Jean Gavot, Dans la mystique et la tradition des oratoires
- Pierre Irigoin, Les oratoires de France depuis les origines, Connaissance et Sauvegarde des Oratoires, 336 p.Etude permettant de découvrir la diversité des oratoires se rencontrant sur l’ensemble du territoire français
- J. Candau, Les oratoires dans l’espace rural varois, Nice, Université de Nice, 1984Thèse de doctorat de 3e cycle en ethnologie